# Serole
Serole é uma comuna italiana da região do Piemonte, província de Asti, com cerca de 163 habitantes. Estende-se por uma área de 11 km², tendo uma densidade populacional de 15 hab/km². Faz fronteira com Cortemilia (CN), Merana (AL), Olmo Gentile, Perletto (CN), Pezzolo Valle Uzzone (CN), Piana Crixia (SV), Roccaverano, Spigno Monferrato (AL).

## Demografia
| Variação demográfica do município entre 1861 e 2011                               |
|                                                                                   |
| Fonte: Istituto Nazionale di Statistica (ISTAT) - Elaboração gráfica da Wikipedia |